# Patrick Gretsch
Patrick Gretsch (Erfurt, 7 april 1987) is een voormalig Duits wielrenner. In 2004 werd hij wereldkampioen tijdrijden bij de junioren.

## Baanwielrennen

### Palmares
| Jaar     | DK                                  | EK       | WK                                  | Overig   |
| Junioren | Junioren                            | Junioren | Junioren                            | Junioren |
| -------- | ----------------------------------- | -------- | ----------------------------------- | -------- |
| 2004     |                                     |          | Ploegenachtervolging, Achtervolging |          |
| 2005     | Achtervolging, Ploegenachtervolging |          |                                     |          |
| Elite    |                                     |          |                                     |          |
| 2006     | Achtervolging                       |          |                                     |          |
| 2007     | Achtervolging                       |          |                                     |          |
| 2008     | Achtervolging                       |          |                                     |          |
| 2009     | Achtervolging                       |          |                                     |          |

## Wegwielrennen

### Overwinningen
2004
 Duits kampioen tijdrijden, Junioren
2e etappe deel A Ronde van Nedersaksen, Junioren
2e etappe Ronde van Münster, Junioren
 Wereldkampioen tijdrijden, Junioren
2005
Proloog Coupe du Président de la Ville de Grudziadz, Junioren
3e etappe deel A Vredeskoers, Junioren
3e etappe Trofeo Karlsberg, Junioren
 Duits kampioen tijdrijden, Junioren
3e etappe deel A Sint-Martinusprijs Kontich, Junioren (ploegentijdrit)
2e etappe deel A Ronde van Münster, Junioren
2008
5e etappe Ronde van Thüringen
Eindklassement Ronde van Thüringen
2009
 Duits kampioen tijdrijden, Beloften
2011
Proloog Ster ZLM Toer
Proloog USA Pro Cycling Challenge
2012
Proloog Ruta del Sol

### Resultaten in voornaamste wedstrijden
| Jaar | Ronde van Italië | Ronde van Frankrijk | Ronde van Spanje |
| ---- | ---------------- | ------------------- | ---------------- |
| 2010 |                  |                     |                  |
| 2011 | 137e             |                     |                  |
| 2012 |                  | 141e                |                  |
| 2013 | 69e              |                     |                  |
| 2014 | 95e              |                     | 126e             |
| 2015 | 94e              |                     |                  |
| 2016 | opgave           |                     |                  |

| Jaar | Milaan-San Remo | Luik-Bast.‑Luik | Parijs-Tours | Clásica San Sebastián |
| ---- | --------------- | --------------- | ------------ | --------------------- |
| 2010 |                 |                 | 99e          |                       |
| 2011 |                 |                 | opgave       | opgave                |
| 2012 |                 |                 |              |                       |
| 2013 |                 | opgave          |              | opgave                |
| 2014 | opgave          |                 | opgave       | 34e                   |
| 2015 | opgave          |                 |              |                       |
| 2016 | 150e            |                 |              |                       |

## Ploegen
- 2006 –  Thüringer Energie Team
- 2007 –  Thüringer Energie Team
- 2008 –  Thüringer Energie Team
- 2009 –  Thüringer Energie Team
- 2010 –  Team HTC-Columbia
- 2011 –  HTC-Highroad
- 2012 –  Team Argos-Shimano [a]
- 2013 –  Team Argos-Shimano
- 2014 –  AG2R La Mondiale
- 2015 –  AG2R La Mondiale
- 2016 –  AG2R La Mondiale

1. ↑  Tot april heette de ploeg Project 1t4i, maar na het onthullen van de sponsor werd de naam veranderd.